# Stdbool.h
stdbool.h — заголовочный файл стандартной библиотеки языка программирования С, который содержит четыре макроса для работы с типом данных bool. Данный заголовочный файл появился в стандарте C99.
Определение макросов согласно стандарту IEEE Std 1003.1-2001:
- bool определяется как _Bool
- true определяется как 1
- false определяется как 0
- __bool_true_false_are_defined определяется как 1

Программы, использующие эти макросы, могут отменять и переопределять bool, true, и false.